# Anogramma chaerophylla
Anogramma chaerophylla là một loài thực vật có mạch trong họ Adiantaceae. Loài này được (Desv.) Link miêu tả khoa học đầu tiên năm 1841.